# Фомич

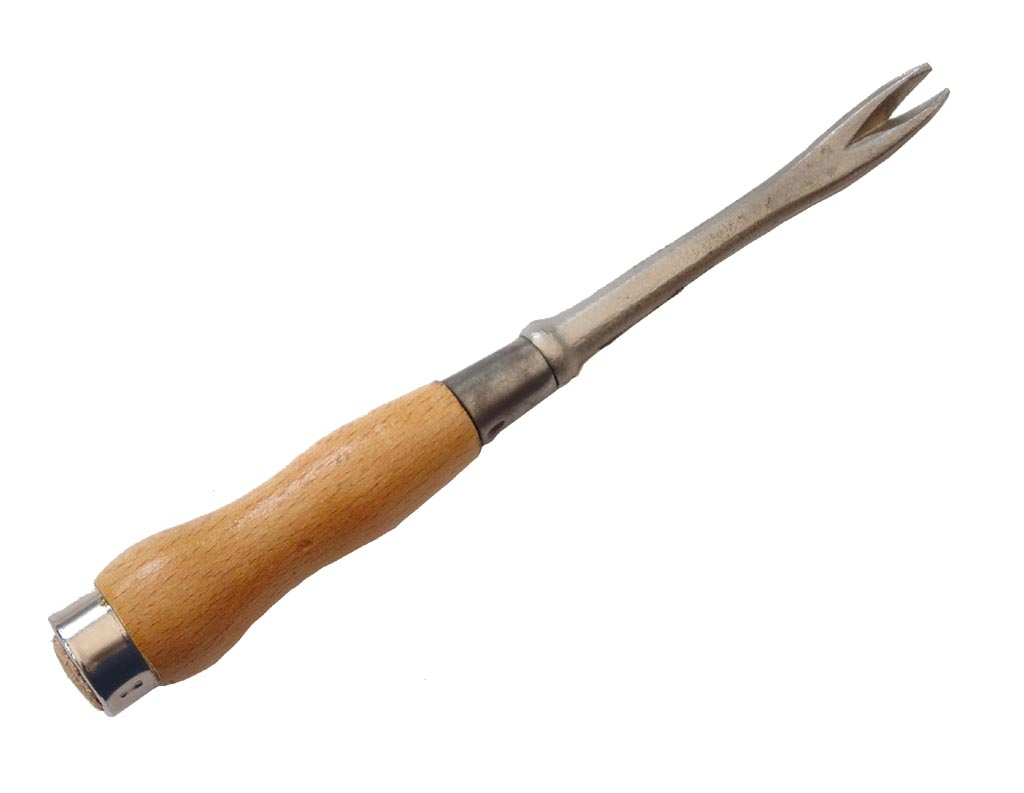

«Фомич», «фомка», «фома» — уголовное название компактного металлического инструмента для взлома навесных замков и дверей. Как правило, «фомич» представлял из себя небольшой гвоздодёр с приплюснутым и раздвоенным жалом.
Среди достоинств «фомича» необходимо отметить возможность легко его скрыть под верхней одеждой. Помимо вскрытия навесных замков с его помощью можно также отжимать двери, вскрывать деревянную тару и другие виды упаковки.
На территории Советского Союза данное название имело хождение в среде домушников-слесарей примерно с середины XX века.